# Движение за независимость штата Калифорния

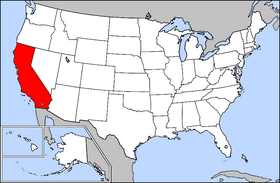
Калифорния на карте США

Движение за независимость штата Калифорния — это движение за выход штата Калифорния из состава Соединённых Штатов Америки. Калифорния является самым населённым, а также третьим по площади штатом США. В связи с этим за всю историю штата было выдвинуто более 220 предложений по его территориальному разделу и созданию новых штатов, а также более 200 предложений по выходу штата из состава США. Также существовали и существуют отдельные политические движения за независимость Калифорнии или включение её части в отдельный независимый регион (напр., Каскадия).
В 2016—2017 годах до трети жителей Калифорнии высказывалась положительно по отношению к идее отделиться от Соединённых Штатов. В 2018 году, однако, общественный опрос показал, что только 14 % респондентов готово проголосовать в пользу выхода из США.
| Дата проведения опроса | Организация, проводившая опрос                                        | Количество респондентов | Погрешность | Да   | Нет  | Не определились |
| ---------------------- | --------------------------------------------------------------------- | ----------------------- | ----------- | ---- | ---- | --------------- |
| 16 ноября, 2016        | SurveyUSA                                                             | 800                     | ± 3,5 %     | 23 % | 57 % | 20 %            |
| 5-7 ноября, 2017       | Hoover/Stanford Архивная копия от 27 сентября 2018 на Wayback Machine | 1,700                   | ± 3,8 %     | 26 % | 56 % | 18 %            |
| 31 января, 2017        | SurveyUSA Архивная копия от 24 февраля 2017 на Wayback Machine        | 800                     | ± 3,3 %     | 18 % | 58 % | 16 %            |
| 13-20 марта, 2017      | UC Berkeley Архивная копия от 1 марта 2019 на Wayback Machine         | 1,000                   | ± 3,6 %     | 32 % | 68 % | n/a             |
| 7-9 января, 2018       | Survey USA Архивная копия от 6 апреля 2018 на Wayback Machine         | 1,000                   | ± 2,7 %     | 16 % | 71 % | 13 %            |
| 22-25 марта, 2018      | Survey USA Архивная копия от 4 апреля 2018 на Wayback Machine         | 1,100                   | ± 3 %       | 14 % | 73 % | 13 %            |

## История
За всю историю Калифорнии было выдвинуто более 200 предложений об отделении от США. Последний случай выхода штата из США, однако, произошёл в 1861 году, когда 11 штатов образовали Конфедеративные Штаты Америки. Они вошли обратно в состав США в 1865 году, после того, как Конфедерация потерпела поражение в гражданской войне. Впоследствии в 1869 году Верховный суд США принял решение о том, что ни один штат не имеет права выйти из объединения. Только при условии, если 38 законодательных органов разных штатов, а также две трети членов Конгресса согласятся ввести изменение в конституцию, штат может претендовать на независимость. Это связано с тем, что в конституции США не прописаны механизмы выхода из состава объединения. Аналитики считают, что выход Калифорнии из состава США маловероятен.

## Движения, выступающие за отделение Калифорнии от США

### Каскадия
Сепаратистское движение в США и Канаде за укрепление региональной идентичности и, возможно, создание независимого государства. Предложенные границы варьируются, но по преимуществу включают территорию Британской Колумбии, штатов Вашингтон и Орегон. Некоторые другие определения также включают в себя Калифорнию, Айдахо, Аляску и Юкон.
В основном речь идёт об осознании идентичности жителей североамериканского тихоокеанского побережья на основе общей истории и объединении для борьбы с общими экологическими, экономическими проблемами, а также во имя развития собственной идентичной культуры.

Каскадия на карте Северной Америки

Если сложить существующий экономический потенциал включаемых в Каскадию регионов, то предполагаемое государство может войти в двадцатку ведущих мировых экономик.
В настоящее время основным движением, выступающим за независимость территории Каскадии, является движение Проект Независимости Каскадии (Cascadian Independence Project), члены которого есть в Ванкувере, Виктории, Сиэтле, Портленде и других городах.
Другие движения занимаются изучением концепции общей идентичности, истории, культуры, традиций, населения Каскадии. К ним относятся Институт Сайтлайн, Кросскат (рус. Поперечное сечение), Перспективы Каскадии. Целью своей деятельности они ставят изучение общей культуры, истории, экономики, поощрение трансграничных обменов и прочие мирные действия, не связанные с сепаратизмом. Но такие движения как Независимый проект Каскадии, используя схожую риторику, эксцентрично выступают за независимость.

### «Yes California» и «Calexit»
«Yes California» — это политический комитет, основанный Луи Маринелли, который выступал за независимость Калифорнии. Его предтечей стало собрание сторонников выхода из США, которое прошло в Сакраменто 15 апреля 2010 года. Непосредственно как политическая организация «Yes California» была основана в августе 2015 года. Её создатели позаимствовали слоган и символику у движения «Yes Scotland», которое агитировало за независимость Шотландии на референдуме 2014 года.

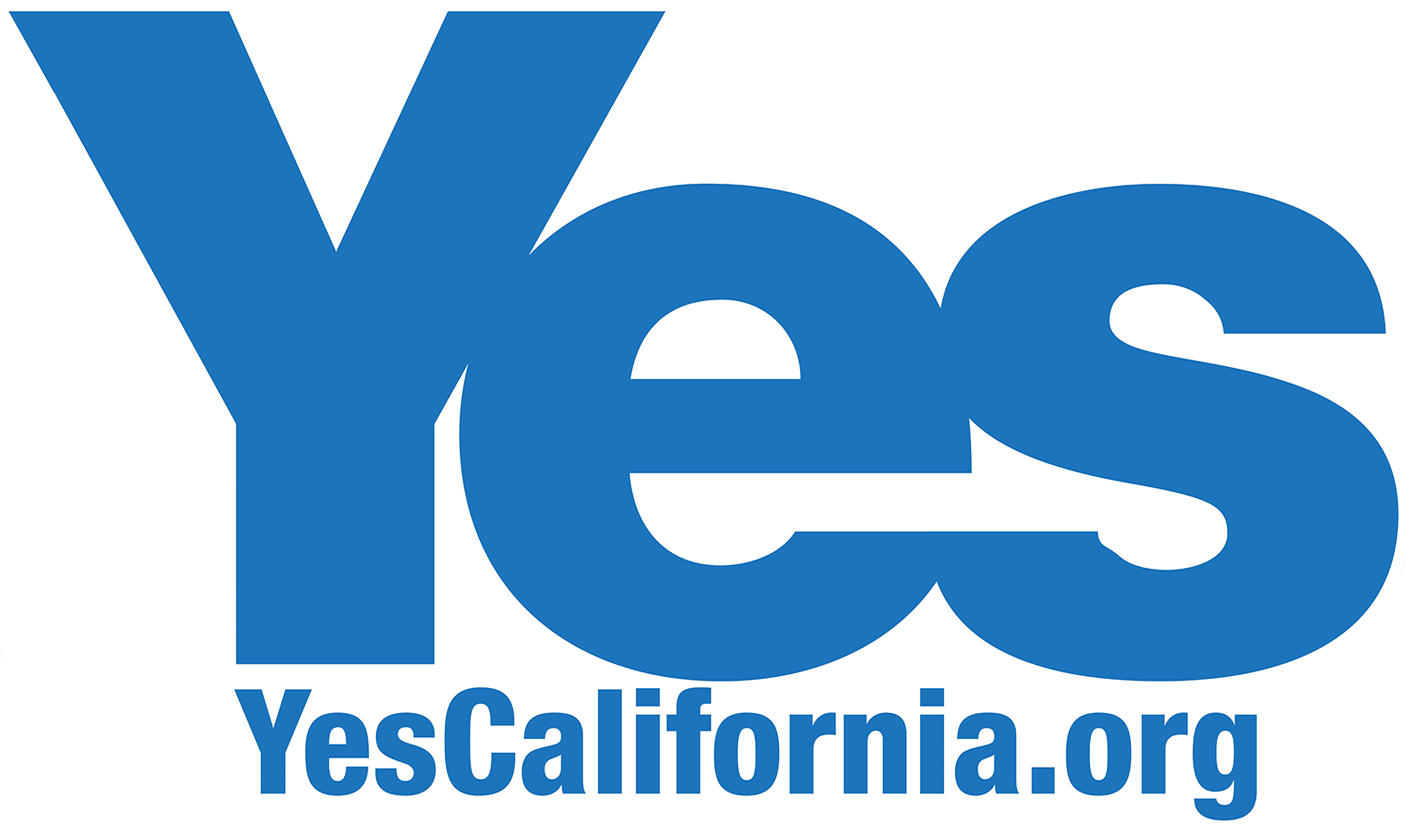
Логотип комитета

Движение «Yes California» приобрело широкую известность в ноябре 2016 года вместе с хештегом #Calexit, который был в трендах социальных сетей. Это было напрямую связано с выборами президента США, а также с тем, что в Калифорнии за Хиллари Клинтон проголосовало 61,5 %, тогда как за Дональда Трампа — 33,2 % избирателей. Жители штата вынесли хештег #Calexit в тренды Twitter, будучи недовольными исходом выборов. В своих сообщениях они подчеркивали то, что Калифорния — это самый населённый штат США, который смог бы стать 6-й экономикой мира, если бы обрел независимость. Маринелли обратил на это внимание, заявляя, что это свидетельство раскола между Калифорнией и остальными Соединёнными Штатами. По его словам, Калифорния является самым прогрессивным штатом США. После выборов перед зданием капитолия в Сакраменто прошли акции протеста, организованные политическим комитетом.
21 ноября 2016 года организация «Yes California» представила инициативу по сбору подписей об отмене 3 статьи конституции штата, в которой указано, что штат является неотделимой частью США, и о проведении референдума о независимости, который предполагалось провести 5 марта 2019 года. Если исход референдума оказался бы в пользу независимости, губернатор Калифорнии должен был обратиться в ООН с просьбой о присоединении к организации. В январе 2017 года управление делами шт. Калифорния дало согласие на организацию сбора подписей под петицией за вынесение вопроса на голосование.
В апреле 2017 года, на фоне компании по российскому вмешательству в выборы 2016 года, организация прекратила свою деятельность, заявив, что предложение сбора подписей требует пересмотра. Во многом провал был вызван тем, что американские СМИ опубликовали ряд статей о том, что Маринелли проживает в России, открыл «посольство» движения в Москве, а также о том, что он получает существенную поддержку от российских властей.

### Национальная партия Калифорнии
Национальная партия Калифорнии — это прогрессивная политическая партия, основанная в 2014 году. С 2018 года кандидаты от партии участвуют в выборах как на местном уровне, так и на уровне штата. Национальная партия Калифорнии рассматривает обретение независимости штатом мирными способами как долгосрочную цель своей деятельности.